# Reynerie (metrostation)
Reynerie is een metrostation in de Franse stad Toulouse.
Het is een station aan de metrolijn .
Het station is gelegen in het zuidwesten van de stad, in de wijk Reynerie.
Het ligt onder de kruising van de Avenue Winston-Churchill en de Rue de la Kiev.
Het station is geopend op 26 juni 1993.